# Marc Streel
Marc Streel nacido el 12 de agosto de 1971 en la ciudad de Waremme (Bélgica) es un exciclista belga. Ha sido dos veces campeón de Bélgica contrarreloj. 

## Palmarés
| 1991 - 1 etapa del Tour de Limburgo 1992 - 2 etapas del Tour d'Anvers 1993 - 1 etapa de la Vuelta a Lieja - 1 etapa del Tour d'Anvers 1996 - Flèche Hesbignonne - 1 etapa del Tour de l'Oise - 1 etapa del Circuit des Mines - 1 etapa del Circuito Franco-Belga 1997 - Campeonato de Bélgica de ciclismo contrarreloj 1998 - GP de Nord-Pas-de-Calais - 1 etapa del Tour de Valonia - Vuelta a Dinamarca más dos etapas - 1 etapa del Tour de Poitou-Charentes | 1999 - Campeonato de Bélgica de ciclismo contrarreloj - 1 etapa del Tour de Valonia - Grand Prix Jef Scherens 2000 - 1 etapa del Tour de Valonia - 2.º en el Campeonato de Bélgica Contrarreloj 2001 - 1 etapa de la Carrera de la Paz 2004 - 2 etapas de los Cuatro días de Dunkerque 2005 - À travers le Brabant Wallon - Romsée-Stavelot-Romsée - 1 etapa de la Vuelta a Lieja 2006 - Tour de Namur |